# Корупція
| Менш корумповані 90–100 80–89 70–79 60–69 50–59 | Більш корумповані 40–49 30–39 20–29 10–19 0–9 Немає даних |

Корупція (від лат. corrumpere — псувати) — негативне суспільне явище, яке проявляється в злочинному використанні службовими особами, громадськими і політичними діячами їхніх прав і посадових можливостей з метою особистого збагачення. Як і будь-яке суспільне явище, корупція в певних суспільних відносинах пронизує все суспільство, а в інших існувати не може. Через те, боротьба з корупцією не може бути ні чим іншим, як боротьбою за зміну суспільних відносин, які сприятливі для існування корупції, на суспільні відносини, в яких вона існувати не може. Сприятливими для існування корупції є приватна власність і забюрократизованість системи державного правління. Дієвими підсилювачами боротьби з корупцією є заходи боротьби з корупціонерами.
Найчастіше термін застосовують щодо бюрократичного апарату та політичної еліти. Характерною ознакою корупції є конфлікт між діями посадової особи та інтересами її працедавця або конфлікт між діями виборної особи й інтересами суспільства. Багато видів корупції аналогічні шахрайству, що здійснює посадова особа, та належать до категорії злочинів проти державної влади.
До корупції може бути схильна будь-яка людина, що володіє дискреційними повноваженнями — повноваженнями щодо розподілу якихось ресурсів, що їй не належать, на свій розсуд (чиновник, депутат, суддя, співробітник правоохоронних органів, адміністратор, екзаменатор, лікар тощо). Головним стимулом до корупції є можливість отримання економічного прибутку (ренти), зв'язаного з використанням владних повноважень, а головним стримувальним чинником — ризик викриття і покарання.
За макроекономічними та політекономічними дослідженнями, корупцію часто вважають чи не найбільшою перепоною до економічного зростання і розвитку, здатною поставити під загрозу будь-які перетворення
.
Людвіг фон Мізес один з основоположників Австрійської школи економіки писав "Зло, яке людина завдає своєму ближньому, ранить не лише того, кому воно заподіюється, але й того, хто його чинить. Ніщо так не розбещує людину, як те, що вона є рукою закону і змушує людей страждати". Також він писав: "Корупція - це зло, притаманне кожному уряду, який не контролюється пильною громадською думкою."

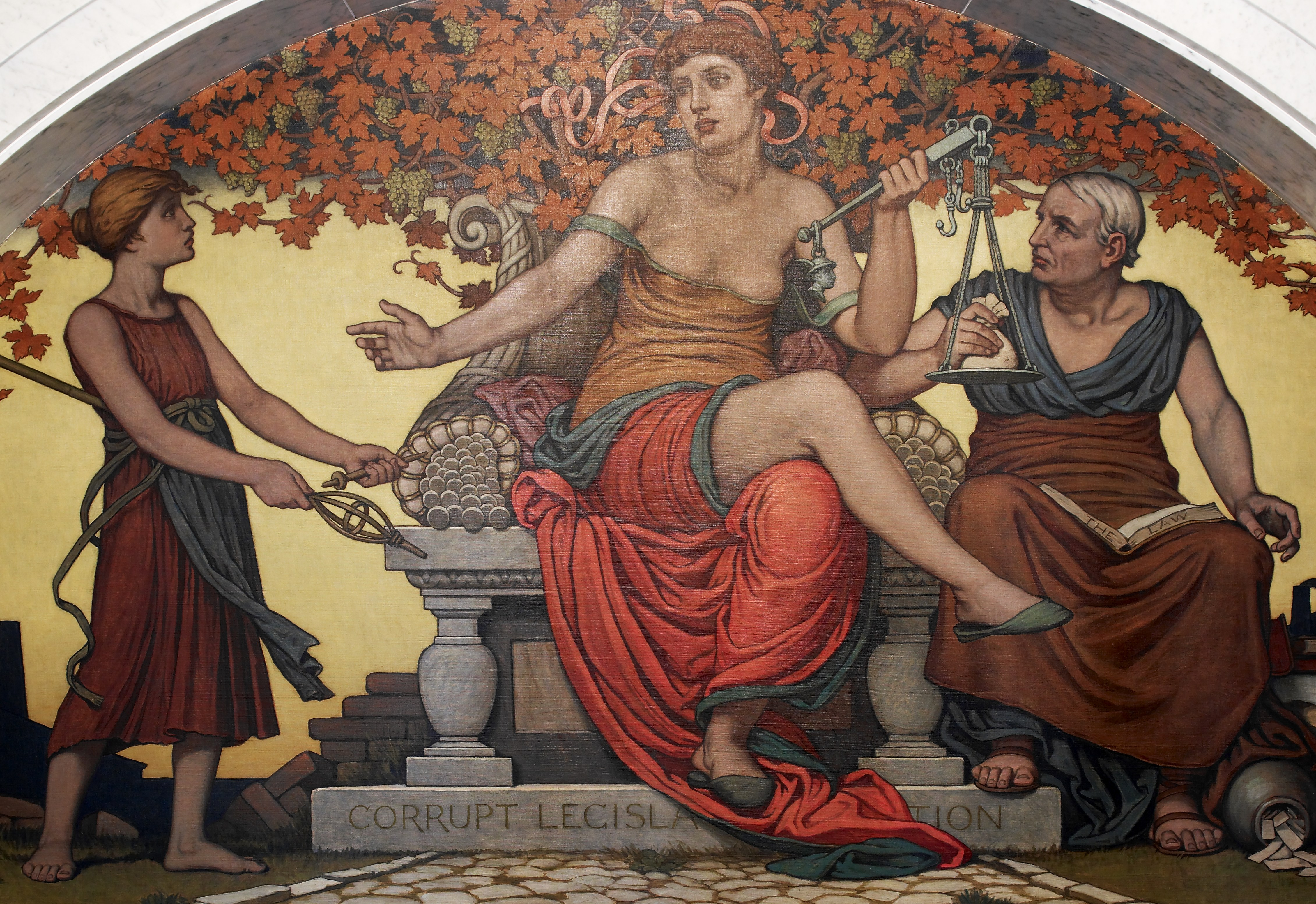
«Корумповане законодавство», фреска Еліу Веддера, 1896 (фрагмент). Головна читальна зала, Бібліотека Конгресу Томаса Джефферсона, Вашингтон, округ Колумбія.

## Типологія
Корупцію можливо класифікувати за багатьма критеріями: за типами взаємодіючих суб'єктів (громадяни і дрібні службовці, фірми і чиновники, нація і політичне керівництво); за типом вигоди (отримання прибутку або зменшення витрат); за спрямованістю (внутрішня і зовнішня); за способом взаємодії суб'єктів, ступенем централізації, передбаченістю тощо. Історично корупція також розрізнялася за тим, чи відбувалося отримання неправомірних переваг за здійснення законних дій («хабарництво») або незаконних дій («лихварство»).

### Корупційна схема

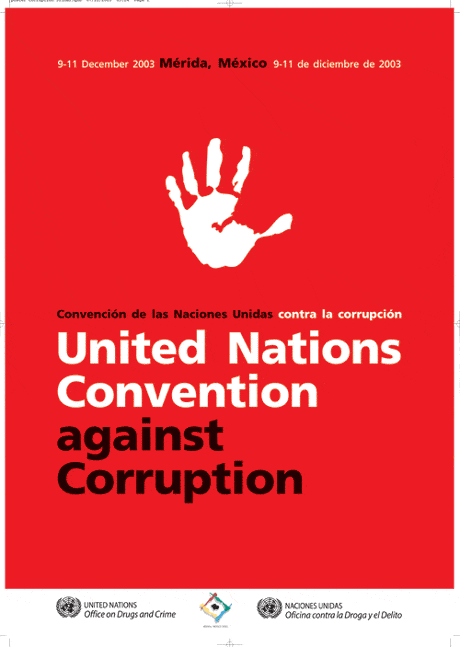
Конвенція ООН проти корупції

Під виразом «корупційна схема» (або множ.«корупційні схеми») мається на увазі усталені або постійно діючі корупційні механізми, способи здобування та канали передачі грошей за колективної кримінальної діяльності. Правильним також було б цей феномен називати корупційною складовою організованої злочинності. Корупційні схеми існують та діють у рамках офіційних легальних організацій як латентні (приховані) зв'язки-відносини між їх суб'єктами або учасниками, які використовують своє посадове або службове становище. Наприклад, хабарі та відкати (англ. Bribes and Kickbacks), системи «відмивання грошей» — є типовими історичними прикладами корупційних схем.

### Етична оцінка корупції
Різні прояви корупції мають різну етичну оцінку: одні дії вважаються злочинними, інші всього лише аморальними. До останніх, як правило, стосуються кумівство і заступництво на основі політичної орієнтації, які порушують принцип мерітократії.
Слід відрізняти корупцію від лобізму. У разі лобіювання, посадова особа також використовує свої владні повноваження для підвищення шансів перепризначення або для просування посадовими сходами в обмін на дії на користь певної групи. Відмінність полягає у тому, що лобізм задовольняє трьом умовам:
- Процес роботи впливу на посадову особу носить конкурентний характер і слідує правилам, які відомі всім учасникам.
- Відсутні приховані або непублічні платежі.
- Клієнти й агенти незалежні один від одного у тому сенсі, що ніяка група не дістає частку від прибутку, отриманого іншою групою.

Найнебезпечніші форми корупції кваліфікуються як кримінальні злочини. До них, перш за все, відносяться розтрата (розкрадання) та хабарі. Розтрата полягає у витраті ресурсів, довірених посадовій особі, з особистою метою. Вона відрізняється від звичайної крадіжки тим, що спочатку особа отримує право розпоряджатися ресурсами легально: від начальника, клієнта тощо. Хабар є різновидом корупції, за якої, дії посадової особи полягають у наданні якихось послуг фізичній або юридичній особі в обмін на надання останнім, певної вигоди першому. У більшості випадків, якщо давання хабаря не є наслідком здирства, основну вигоду від операції отримує хабародавець. До кримінальних злочинів також, належить купівля голосів виборців (хоча деякі вважають її не формою корупції, а видом недобросовісної виборчої кампанії).
Корупція часто є приводом для закликів до насильницької зміни влади. У цьому разі, звинувачення нерідко пред'являються не тільки конкретній політичній еліті, але і політичній системі в цілому. Як відзначає Оскар Аріас Санчес, авторитарні режими здатні успішно приховувати переважну більшість зловживань владою від громадськості, так що висновок про їх корумпованість робиться на основі аналізу непрямих свідоцтв і згубних для всього суспільства наслідків. Навпаки, корупція у демократичних режимах часто отримує широкий розголос і припиняється перш, ніж вона починає завдавати істотного збитку. Проте, періодичні скандали викликають у громадян сумніви у власній здатності робити вплив на процес ухвалення у країні політичних рішень і розчарування у демократії.

### Типи взаємодіючих суб'єктів
- Побутова корупція породжується взаємодією пересічних громадян і чиновників. У неї входять різні подарунки від громадян і послуги посадовій особі і членам її сім'ї. До цієї категорії також відноситься кумівство (непотизм).
- Ділова корупція виникає при взаємодії влади і бізнесу. Наприклад, у разі господарської суперечки, сторони можуть прагнути заручитися підтримкою судді з метою винесення ухвали в свою користь.
- Корупція верховної влади стосується політичного керівництва і верховних судів у демократичних системах, тобто груп, що стоять при владі, недобросовісна поведінка яких полягає у здійсненні політики у власних інтересах й у збиток інтересам виборців (див. Політична корупція).

### Ринок корупційних послуг
Найпоширеніша децентралізована (зовнішня) корупція, коли оборудки здійснюються індивідуально між посадовою і приватною особами. Проте, додавання внутрішньої корупції — між членами однієї організації, додає їй риси організованої злочинності.
Згідно з законами біхевіоризму, потрапляючи до колективу, людина переймає правила поведінки, які у цьому колективі прийнято. Тому, якщо внутрішньовідомча культура така, що по відношенню до хабарів панує обстановка добросердя, деколи безвідповідальності за вирішення службових питань, відсутність гласності під час обговорення провини співробітників, то новоприбулі сприймуть таку поведінку як нормальну, і наслідуватимуть її надалі.
Розповсюдження корупції серед чиновників призводить до того, що в ній опиняються зацікавленими і підлеглі, і начальники. Оцінка потенційної вигоди і ризиків, пов'язаних з корупцією, у спрощеній формі змальовується наступною моделлю:
| Начальник | Начальник                                                                                          | Підлеглий                                                                                 | Підлеглий                                                                |
| плюси | мінуси                                                                                             | плюси                                                                                     | мінуси                                                                   |
| - Відсоток від хабарів підлеглих — стабільний дохід - Немає безпосередньої участі в отриманні хабара - Менша ймовірність, що підлеглий сам видасть | - Якщо підлеглого зловлять — той може видати начальника - Організована група — обтяжуюча обставина | - Ширше можливості — більше хабара - Під заступництвом начальника брати хабарі безпечніше | - Організована група — обтяжуюча обставина - Віддає відсоток від хабарів |

Дана система досить стійка і цим забезпечує стабільність корупційної діяльності. Наприклад, можна зіткнутися з принципом презумпції сумлінності правоохоронних органів, який означає, що шанси викрити їх співробітника в неправочинних діях, нікчемно малі.
На практиці, підлеглі ділять хабарі не лише з начальством, але і між собою. Кінцевим висновком є формування специфічних для корупції внутрішніх ринків і економічних механізмів. Зокрема, виникають позиції з особливо високими нелегальними доходами. Боротьба між чиновниками за такі позиції формує внутрішній «ринок праці». У міру розвитку корупції, відбувається деяка централізація ринку, починаючи з рівня окремих відомств, коли чиновники виробляють тарифи за ухвалення конкретних рішень, щоб понизити внутрішню конкуренцію за кожен хабар і підвищити загальний дохід. Підтримка стабільності нелегальних фінансових потоків вимагає адміністративних і законодавчих заходів, націлених на підвищення економічної вигоди від корупції і на зниження правових і соціальних ризиків.

### Зацікавленість приватної особи
Здирство («державний рекет») практикується чиновниками, що володіють дискреційною владою перешкоджати комусь в отриманні ліцензій, спеціальних дозволів або будь-яких інших послуг, що входять до компетенції чиновника. Якщо чиновник має повноваження оцінювати суму належних виплат (наприклад, податків або мит), це також відкриває можливості для здирства.
Зіткнувшись із здирством з боку держслужбовця, приватна особа постає перед вибором: або дати хабар (що пов'язано з ризиком викриття), або оскаржити дії держслужбовця через внутрішній або зовнішній наглядовий орган. Рішення залежить від того, наскільки затратна процедура оскарження, а також наскільки громадянин обізнаний про свої законні права й обов'язки держслужбовця.
Змова виникає за тих же умов, що і здирство, проте відрізняється тим, що вигідний обом сторонам, і полягає у здійсненні оборудки, що завдає збитку державі. Наприклад, в обмін на хабар, митний інспектор може занизити суму імпорту і тим самим зменшити суму, яку фірма-імпортер повинна сплатити на мита. В оборудку також може бути залучено структури, відповідальні за нагляд над чиновником.

### Області збагачення
Одним з основних шляхів корупційного збагачення для бюрократії, особливо для верховної політичної еліти, є державні витрати.
Інвестиційні проекти багато в чому визначаються рішеннями, які вищі чиновники приймають на свій розсуд. Великі інвестиційні проекти (особливо, за участю іноземних корпорацій) часто припускають передачу монопольних прав переможцеві конкурсу, що обіцяє чиновникам особливо великі хабарі. Деякі проекти створюються навмисно для того, щоби певні групи отримували ренту («державну» або «адміністративну») від тих, хто призначений як виконавець проекту.
Державні закупівлі, як правило, припускають вибір об'єктивно кращої пропозиції з декількох на основі конкурсу, проте іноді, чиновник може забезпечити перемогу продавця, що пообіцяв найбільші «комісійні» («відкат») з операції. Для цього обмежується участь у конкурсі, його правила повністю не оголошуються, тощо. У підсумку, закупівлі здійснюються за завищеною ціною.
Позабюджетні рахунки часто створюються з легітимною метою (пенсійні, дорожні фонди тощо) Проте у деяких фондах, наприклад, для допомоги інвалідам, доходи можуть значно перевищувати реальні витрати, що посилює бажання у деяких чиновників привласнити «надлишки». Навпаки, у разі дефіциту чиновники часто вирішують на свій розсуд, кому у результаті дістануться гроші. У деяких країнах, кошти, отримані через іноземну допомогу або від продажу природних ресурсів, прямують до спеціальних фондів, які менш прозорі і гірше контролюються, ніж бюджетні гроші. Через щохвилинні коливання цін на товари, визначити дійсну суму транзакції і величину відрахувань до таких фондів непросто, що дозволяє частину грошей перенаправляти до кишень чиновників.
Серед інших областей, найприбутковіших у плані корупції, слід виділити:
- Податкові пільги
- Продаж сировинних товарів за цінами нижче ринкових
- Районування, оскільки воно впливає на вартість землі
- Видобуток природних ресурсів
- Продаж державних активів, особливо приватизація державних підприємств
- Надання монопольного допуску до певного виду комерційної (особливо експортно-імпортної) діяльності
- Контроль над тіньовою економікою і нелегальним бізнесом (здирство, захист від переслідування, знищення конкурентів тощо)
- Призначення на відповідальні пости в органах влади

### Корупція у судовій системі
Наведені нижче, форми корупції відносяться в першу чергу до суддів, проте у разі адміністративних правопорушень, можуть стосуватися і посадових осіб, уповноважених розглядати відповідні справи органів внутрішніх справ, органів пожежного нагляду, податкових, митних органів тощо)
«Вилки» у законодавстві. Багато норм дозволяють судді вибирати між м'яким і жорстким заходами покарання, щоби він міг максимально врахувати ступінь провини, тяжкість правопорушення та інші обставини. У цьому разі, у судді з'являється важіль дії на громадянина, що зробив правопорушення. Чим більша різниця між верхньою і нижньою межами покарання, тим більший хабар буде готовий заплатити громадянин.
Альтернативне адміністративне стягнення. Існують норми права з накладенням альтернативного адміністративного стягнення, наприклад, штраф або арешт. Від більшості норм-«вилок» їх відрізняє не тільки ширший діапазон покарань (і отже, сильніша мотивація у порушника до давання хабара), але і те, що правосуддя здійснюють представники виконавчої, а не судової, влади. Багато юристів вважають, що використання санкцій подібного вигляду виправдане лише у кримінальному судовому процесі, але має під собою мало підстав у процесі адміністративному: "По-перше, судовий процес побудовано на принципах відкритості (гласності), змагальності, усності і безпосередності розгляду. Під час адміністративного провадження, громадянин, у більшості випадків, залишається наодинці з представником влади. По-друге, навіть найвища міра покарання за адміністративне правопорушення не настільки тяжка для правопорушника, як у кримінальному праві, для того, щоб її диференціювати.
Перекваліфікація складу правопорушення. Іншим різновидом «вилок» є дублювання складу правопорушення у різних кодексах. Це відкриває можливості для перекваліфікації скоєного правопорушення на м'якшу категорію (наприклад, з кримінального в адміністративне або цивільне) або навпаки, у важчу категорію. Розмежувати злочини і інші правопорушення, часто складно через розмитість формулювань законодавства, і у таких випадках, судді (або посадові особи) ухвалюють рішення на свій розсуд, що відкриває можливості для хабарів і здирства.

### Корупція вприватному секторі
Як випливає з даного вище визначення, сферу корупції не обмежено державним сектором. Аналогічні зловживання відбуваються у громадських організаціях (профспілках, церквах, добродійних організаціях тощо). У приватних комерційних підприємствах керівники використовують свою дискреційну владу під час укладання контрактів, найманні нових працівників, нагляді над підлеглими тощо. Це відкриває можливості для дій щодо отримання особистої вигоди, які до того-ж, можуть завдавати економічного збитку власникам або акціонерам компанії. Хабарі у приватному секторі прийнято називати «підкупом».

## Шкода від корупції
Емпіричні дані показують, що корупція викликає:
- неефективний розподіл і витрачання державних коштів і ресурсів; неефективність корупційних фінансових потоків з погляду економіки країни;
- втрати податків, коли податкові органи привласнюють собі частину податків;
- втрати часу через чинення перешкод, зниження ефективності роботи державного апарату в цілому;
- розорення приватних підприємців;
- зниження інвестицій у виробництво, уповільнення економічного зростання;
- пониження якості суспільного сервісу;
- нецільове використання міжнародної допомоги країнам, що розвиваються, що різко знижує її ефективність;
- неефективне використання здібностей індивідів: замість виробництва матеріальних благ люди витрачають час на непродуктивний пошук ренти;
- зростання соціальної нерівності;
- посилення організованої злочинності — банди перетворюються на мафію;
- занепад політичної легітимності влади;
- зниження суспільної моралі[10]

У високо корумпованих бюрократичних апаратах, більшість державних ресурсів свідомо прямують до каналів, де їх найлегше украсти або де найлегше збирати хабарі. Політика правлячої еліти стає направленою на придушення механізмів контролю над корупцією (див. нижче): свободи преси, незалежності системи правосуддя, конкуруючих еліт (опозиції) і далі індивідуальних прав громадян. Так, деякі люди відзначають, що існують випадки, коли поведінка і зовнішній вигляд людини, є сигналом для правоохоронних органів до затримання людини задля здирства хабара.
Існує також точка зору, що до корупції причетне терпиме відношення до неї. Згідно з одним аргументом, в історії розвитку багатьох країн (Індонезії, Таїланду, Кореї) були періоди, коли економіка і корупція росли одночасно. Згідно з іншим аргументом, хабарництво є лише реалізацією ринкових принципів у діяльності державних і муніципальних структур. Таким чином, терпиме відношення до корупції допустимо в умовах економічного буму або поки вона не зачіпає ефективність ринку загалом. Критики цієї точки зору заперечують, що унаслідок перерахованих вище причин, країни з високим рівнем корупції після періоду зростання, ризикують втратити сталість і впасти в низхідну спіраль.

### Оптимальний рівень корупції
У міру того, як держава викорінює корупцію, витрати на це малоокупне заняття зростають так, що для повного усунення корупції доведеться докласти великих зусиль. Порівнюючи втрати від корупції і витрати на викорінювання корупції для кожного її рівня, можна знайти оптимальний рівень корупції, що відбиває найменші сукупні втрати. Виявляється, для суспільства вигідно не знищувати корупцію до кінця, просто через високу затратність цього процесу.
Крім того, надмірне захоплення боротьбою з корупцією у збиток усуненню її причин здатне позбавити адміністративну систему гнучкості, а населення громадянських свобод. Правляча група може використовувати каральне законодавство для посилення свого контролю над суспільством і переслідування політичних супротивників.

### Міжнародна торгівля
Корупція завдає багатомільярдних збитків міжнародній торгівлі. Саме це стало однією з причин зростання інтересу до проблеми міжнародної корупції останніми роками. Так, американські фірми-експортери стверджували, що вони часто програють вигідні контракти через те, що згідно із законом не мають права платити хабарі закордонним чиновникам. Навпаки, у більшості країн ОБСЄ хабарі іноземним партнерам не тільки не заборонялися, але навіть, могли бути списані з доходу під час сплати податків. Наприклад, у німецьких корпорацій такі витрати становили близько 5,6 млрд доларів на рік. Ситуація змінилася лише наприкінці 1997 року, коли країни ОБСЄ підписали «Конвенцію про боротьбу з даванням хабарів іноземним державним посадовим особам за здійснення міжнародних ділових операцій». На виконання конвенції, протягом подальших років було прийнято закони, що забороняють явним чином, національним компаніям давати хабарі кому б то не було.

## Причини корупції
Причини корупції для кожної із країн можуть відрізнятися, але головними серед них будуть: невдало побудована система державного управління (або незакінчені реформи у системі органів державного управління), непрофесійність топ-менеджерів у державі, відверто недосконала судова система, політична корупція у парламенті, брак політичної волі національних лідерів щодо ефективного протистояння проявам корупції, насамперед проявам політичної корупції, слабкість інститутів громадянського суспільства.

### Фундаментальна суперечність
Виробництво будь-яких благ вимагає витрати певних ресурсів, що компенсується коштами, отриманими від споживачів цих благ. Зарплата службовців належить до витрат, що покриваються зрештою, за рахунок споживача, проте їх діяльність визначається волею начальства і працедавця. Це призводить до суперечності — з одного боку споживач отримує потрібну послугу або товар від службовця, а з іншого не може безпосередньо вплинути на діяльність цього службовця. Окремим випадком є суспільне благо, яке оплачується за рахунок податків і надається державними службовцями. Не зважаючи на те, що роботу чиновників фактично оплачують громадяни, їх працедавцем є держава, яка наділяє їх правом ухвалювати рішення, що зачіпають конкуруючи інтереси різних осіб, на свій розсуд.
За відсутності у когось дискреційної влади, корупція була б неможлива. Проте персона або група, що володіє верховною владою, не в змозі самостійно забезпечувати реалізацію політики, яку вона визначає. Для цієї мети вона призначає адміністраторів, та наділяє їх необхідними повноваженнями, у розпорядження яких, вона передає потрібні ресурси, для котрих вона установлює правила поведінки і над якими вона здійснює нагляд. І тут виникає наступна проблема:
1. Консервативність закону. На практиці інструкції змінюються значно повільніше, ніж зовнішні умови. Тому вони залишають місце для дій на власний розсуд, оскільки інакше система управління стає абсолютно негнучкою, і невідповідність жорстких норм реаліям, здатна повністю зупинити роботу. Проте це означає, що у непередбаченій законом, ситуації адміністратор може почати керуватися найвигіднішою рентою.
2. Неможливість всеосяжного контролю. Нагляд вимагає витрат, але крім того, надмірно жорсткий контроль завдає удару по якості управлінського персоналу і призводить до відтоку творчо мислячих кадрів.

Таким чином, принцип керування, сам по собі, містить потенційну можливість для корупції. Ця можливість переростає в об'єктивні умови, коли потенційна рента переважає над ризиками.
Ця проблема багато разів відтворюється у бюрократичному апараті, оскільки адміністратори вищого рівня призначають своїх підлеглих тощо. Особливість систем з представницькою демократією полягає у тому, що вищі посади дістають політичні еліти, котрі отримали владні повноваження від народу й які ризикують втратити владу на наступних виборах.

### Причини високої корупції
Більшість фахівців сходиться на тому, що основними причинами високої корупції є недосконалість політичних інститутів, які забезпечують внутрішні і зовнішні механізми заборони (див. наступний розділ). Крім цього, є підстави вважати, що деякі об'єктивні обставини вносять істотний внесок:
- Високий рівень політичної й економічної монополізації[15]
- Цензура[15]
- Двозначні закони. Просте, недвозначне, лаконічне і зрозуміле законодавство скорочує потреби у великому апараті чиновників і полегшує розуміння законів громадянами.
- Незнання або нерозуміння законів населенням, що дозволяє посадовим особам довільно перешкоджати здійсненню бюрократичних процедур або завищувати належні виплати.
- Залежність стандартів і принципів, що лежать в основі роботи бюрократичного апарату, від політики правлячої еліти.
- Професійна некомпетентність бюрократії.
- Кумівство та політичне заступництво, внаслідок чого формуються особисті стосунки (таємні домовленості), що ослабляють механізми контролю та запобігання корупції.
- Відсутність єдності в системі виконавчої влади, тобто регулювання однієї і тієї ж діяльності різними інстанціями.
- Нерозвинене (слабке) громадянське суспільство, внаслідок чого громадяни не мають достатнього впливу для ефективного контролю за діями законодавчої, виконавчої та судової гілок державної влади.

### Причини тотальної корупції на пострадянському просторі
Дмитро Кулеба, посол з особливих доручень МЗС України
На пострадянському просторі в умовах суспільства, що трансформується, через відсутність видимих альтернатив та свою особливу привабливість для значної частини населення змогла швидко утвердитися система патронально-клієнтальних відносин. Клани та клієнти, що їх обслуговують, мали найбільші можливості для агресивного накопичення ресурсів та влади, для чого активно використовували недосконалість законодавства та слабкість державних інституцій. Добре організовані кланові структури зацікавлені і в подальшому збереженні правової невизначеності, непрозорості у прийнятті державних рішень, відсутності громадського контролю за монополіями та збереженні тісних залаштункових зв'язків з корумпованими чиновниками. Через це корупція стала невід'ємною частиною посткомуністичного клієнталізму. Він не просто породжує корупцію, а робить її всеохопною, систематичною та структурною.

## Боротьба з корупцією
На сьогоднішній день невідомі методи з педагогіки та менеджменту, які б гарантували, що людина буде ідеальним чиновником. Проте існує чимало країн з вельми низьким рівнем корупції. Більше того, відомі історичні приклади, коли дії, направлені на зниження корупції, призвели до значних успіхів: Сінгапур, Гонконг, Португалія, Швеція. Це однозначно, говорить на користь того, що методи боротьби з корупцією існують.
З формальної точки зору, якщо не буде держави — не буде і корупції. Здатність людей на цьому етапі розвитку, ефективно співпрацювати без держави, викликає дуже великі сумніви. Проте, в умовах коли корупція поширена практично скрізь, розпуск корумпованих органів влади є одним з дієвих радикальних способів, як її позбутися.
Крім розпуску органів влади, існують три можливі підходи до зменшення корупції. По-перше, можна посилити закони і їхнє виконання, тим самим підвищивши ризик покарання. По-друге, можна створити економічні механізми, що дозволяють посадовим особам збільшити свої доходи, не порушуючи правила і закони. По-третє, можна підсилити роль ринків і конкуренції, тим самим зменшивши розмір потенційного прибутку від корупції. До останнього також відноситься конкуренція у наданні державних послуг, за умови дублювання одними державними органами функцій інших органів. Більшість методів, що позитивно зарекомендували себе, відносяться до внутрішніх або зовнішніх механізмів нагляду.
9 грудня — Міжнародний день боротьби з корупцією.

### Внутрішній контроль
Сюди входять внутрішні механізми і стимули, що існують у самому апараті управління: ясні стандарти виконання посадовими особами своїх обов'язків і суворий нагляд над кожним службовцем. Задля забезпечення нагляду, часто виділяють особливі управління, які діють автономно. Наприклад, правоохоронні органи часто підкоряються підрозділу виконавчої влади, так само як і бюрократичний апарат, проте, зберігають значну незалежність.
Внутрішній контроль був основним способом боротьби з корупцією у монархіях періоду абсолютизму і досі зберігає високу ефективність. Зокрема, Макіавеллі вважав, що у монархіях, «правлячих за допомогою слуг», корупція менш небезпечна, оскільки всі «слуги» зобов'язані милостям государя і їх важче підкуповувати.

### Зовнішній контроль
Сюди відносяться механізми, які мають високий ступінь незалежності від виконавчої влади. Незалежна судова система, за якої бюрократ, що порушив закон, може бути легко і ефективно визнаний винним, різко знижує потенційну привабливість корупції. Одними з найефективніших інструментів контролю над корупцією бюрократичного апарату є свобода слова і ЗМІ.
Зовнішній контроль характерний для країн з ринковою економікою і ліберальною демократією. Ймовірно, це пов'язано з тим, що для реалізації нормального функціонування ринку, необхідні чіткі правила, механізми забезпечення виконання зобов'язань, зокрема, — ефективна правова система, що забезпечує здорове конкурентне середовище. Ліберальна демократія для досягнення своїх цілей, також спирається на систему виборів, правову державу, незалежне правосуддя, розділення влади та систему «стримувань і противаг». Всі ці політичні інститути служать одночасно механізмами зовнішнього контролю над корупцією.
Проте, не всі положення ліберальної демократії однозначно сприяють боротьбі з корупцією. Прикладом може служити принцип розділення влади. Розділення влади по горизонталі, стимулює їх нагляд один над одним. Наприклад, у парламентській демократії представницька влада має повноваження відправити уряд до відставки. З іншого боку, у президентській демократії, гілки влади ще більш функціонально розділені. Не зважаючи на це, корупція у президентських республіках у цілому вища, ніж у парламентських, що можливо пов'язане саме з трудомісткістю процедури імпічменту президента. Далі, розділення влади за територіальним рівнем, і пов'язане з цим перенесення більшої частини повноважень виконавчої влади на рівень місцевого самоврядування приводить до ефективного зменшення розмірів органів влади. Це підвищує інформаційну прозорість влади і зменшує корупцію. Проте, федеральний устрій держави, що забезпечує максимальну децентралізацію, часто призводить до регулювання різних аспектів однієї і тієї ж діяльності, чиновниками різних інстанцій, і отже, до більшої корупції порівняно з унітарними державами.

### Система виборів
У демократичних країнах, основним способом покарання вибраних представників за корупцію, є відчуження їх від влади на наступних виборах. Мається на увазі, що сам виборець відповідає за ступінь чесності і відповідальності тих, кого він обирає. Не зважаючи на високу результативність виборів як зброї проти корупції, їх дія виявляється досить поволі. Кожні 30 років стабільної демократичної системи надають на корупцію такий же ефект, як власне перехід до ліберально-демократичної моделі правління.
Низка авторів висувала припущення, що вади виборчого процесу можуть робити істотний вплив на розмах корупції. Навіть якщо вибори проходять без порушень, сама їх система може стимулювати виборця голосувати за того або іншого кандидата за ідеологічними причинами, ігноруючи корумпованість його особисто, його підлеглих або його партії загалом. Ця гіпотеза знаходить підтвердження. Корупція виявляється значно меншою у країнах, де на кожному виборчому окрузі обирають декількох представників за мажоритарною системою, ніж у країнах з виборами за пропорційною системою і за закритими партійними списками або в країнах з маленькими виборчими округами і вибором одного представника на кожному окрузі. Це пояснюється тим, що мажоритарна система забезпечує найбільшу індивідуальну підзвітність, а вибір декількох представників або за відкритими партійними списками значно підвищує увагу, яку виборці приділяють чесності кандидатів.

### Заходи загального характеру
Ліквідація згаданих вище супутніх причин корупції також відноситься до антикорупційних заходів.
Неконституційність корупціогенних норм. Будь-які норми, що накладають на громадянина обмеження, можуть викликати корупцію, за винятком норм, що змальовують конституційні свободи і права людини. Останні накладають обмеження не стільки на індивідів, скільки на органи державної влади, будучи інституційними гарантіями як проти завищених вимог закону, так і проти наділення органів державної влади дискреційними повноваженнями. Корупціогенні ж норми, неминуче порушують права і свободи людини і громадянина, закріплені у Конституції.
Інформаційне забезпечення громадян. Цей метод включає аналіз законів з тим, щоби, проаналізувавши закон, чітко, лаконічно і дохідливо пояснити громадянам у чому полягають їх права й обов'язки, які порушення, що повинні за собою спричинити, як проходить судова процедура і що у ній враховується. Знаючи все це, громадяни будуть упевненіше поводитися, опинившись наодинці з тим, що підштовхує їх до давання хабара чиновникам.
Відкритість відомчих систем. Прозорість операцій, що відбуваються всередині відомств, і належний громадський небюрократичний контроль (у тому числі громадський бюджетний моніторинг) дуже похитнули б фундамент корупції. Але такий механізм неможливо реалізувати повною мірою не лише тому, що громадська перевіряюча система сама була б схильна до корупції, а тому, що таким чином інформаційна безпека громадян і фірм порушувалася -б ще більше. Наприклад, державні служби часто зберігають конфіденційні дані про громадян, а органи безпеки і військові відомства здатні повноцінно виконувати свої функції тільки за забезпечення секретності.
Соціальне забезпечення чиновників. Першокласне медичне обслуговування, безпроцентні кредити для покупки нерухомості, велика пенсія — все це рівносильно підвищенню заробітної плати у державному секторі, і отже, збільшує втрати чиновника у випадку, якщо його зловлять на корупційній діяльності. Згідно з дослідженнями, цей захід не надає негайної дії на корупцію, проте сприяє підвищенню якості бюрократії з часом.

### Об'єктивні труднощі
Суть проблеми у боротьбі з корупцією, сформулював Джеймс Медісон: «Якби людьми правили ангели, ні в якому нагляді над урядом — зовнішньому або внутрішньому — не було б потреби. Але у разі створення правління, в якому люди керуватимуть людьми, головна трудність полягає у тому, що у першу чергу, треба забезпечити керівникам, можливість наглядати над керованими; а ось услід за цим необхідно зобов'язати правлячих, наглядати за самими собою» ().
Одним з найважливіших стримувальних чинників для корупції є кримінальне законодавство. На практиці, закони у більшості країн встановлюють досить вузькі рамки відносно інтерпретації видів корупції, які вважаються кримінальними злочинами, — щоби виключити ризик вибіркового застосування законодавства з метою придушення громадянських свобод і опозиції. Тому, наприклад, подарунок може вважатися хабаром тільки за наявності наміру зробити вплив на посадову особу. Якщо посадовій особі згідно із законом, не забороняється приймати подарунки в принципі, то довести факт хабара, як правило, важко. Навпаки, розтрата часто вважається доведеною за наявності збитку, незалежно від того, чи був намір у службовця привласнити кошти чи ні.
Інша вада, що особливо виявляється за масштабної корупції, коли більшість приватних осіб дає хабарі, відома у психології і теорії ігор, як «дилема ув'язненого». З одного боку, якщо всі особи перестануть давати хабарі, то вони усі від цього виграють. Проте якщо лише одна приватна особа відмовиться від хабарів, то вона поставить себе в украй невигідні умови.
Нарешті, серйозною проблемою є згадана вище стійкість корупційних ринків.

### Сінгапурська стратегія боротьби з корупцією
Сінгапурська стратегія боротьби з корупцією відрізняється суворістю та послідовністю, ґрунтуючись на «логіці у контролі за корупцією»: «спроби викоренити корупцію повинні ґрунтуватися на прагненні мінімізувати або виключити умови, що створюють як стимул, так і можливість схилення особи до здійснення корумпованих дій».
Під час здобуття незалежності 1965 року, Сінгапур був країною з високою корупцією. Тактику її зниження було побудовано на низці вертикальних заходів: регламентації дій чиновників, спрощенні бюрократичних процедур, суворому нагляді над дотриманням високих етичних стандартів. Центральною ланкою стало автономне Бюро з розслідування випадків корупції, в яке громадяни можуть звертатися зі скаргами на держслужбовців і вимагати відшкодування збитків. Одночасно з цим, було посилено законодавство, підвищена незалежність судової системи (з високою зарплатою і привілейованим статусом суддів), введені економічні санкції за давання хабара або відмову від участі в антикорупційних розслідуваннях, а також зроблено жорсткі акції аж до поголовного звільнення співробітників митниці й інших держслужб. Це поєднувалося з дерегулюванням економіки, підвищенням зарплат чиновників і підготовкою кваліфікованих адміністративних кадрів.
Нині Сінгапур посідає лідируючі місця у світі за відсутністю корупції, економічною свободою та розвитком.

### Шведська стратегія боротьби з корупцією
До середини XIX століття у Швеції корупція процвітала. Одним з наслідків модернізації країни став комплекс заходів, націлених на усунення меркантилізму. Відтоді державне регулювання стосувалося більше домашніх господарств, ніж фірм, і було засновано на стимулах (через податки, пільги і субсидії), ніж на заборонах і дозволах. Було відкрито доступ до внутрішніх державних документів і створена незалежна й ефективна система правосуддя. Одночасно, шведський парламент і уряд установили високі етичні стандарти для адміністраторів і стали домагатися їхнього виконання. Опісля всього декількох років, чесність стала соціальною нормою серед бюрократії. Зарплати високопоставлених чиновників спочатку перевищували заробітки робітників у 12—15 разів, проте з часом, ця різниця знизилася до двократної.
Нині Швеція, як і раніше, має один із найнижчих рівнів корупції у світі.

### Боротьба з корупцією в Україні
16 листопада 1995 року був введений в дію Закон України «Про боротьбу з корупцією», який діяв як основний правовий інструмент у боротьбі з корупцією. Цей Закон втратив чинність на підставі Закону України «Про засади запобігання та протидії корупції», який 5 січня 2011 року також втратив чинність. Однак, чинність Закон України «Про боротьбу з корупцією» відновлена не була. 
Закон України «Про запобігання корупції» закріпив вимогу щоб обов’язкова антикорупційна експертиза проектів нормативно-правових актів, внесених на розгляд Верховної Ради України народними депутатами України, здійснювалась комітетом Верховної Ради України, до предмета відання якого належить питання боротьби з корупцією. Однак, не здійснюється, оскільки такий предмет відання як боротьба з корупцією в Верховні Раді України відсутній.
Відсутність такої експертизи постійно створює загрозу ухвалення законів із корупційними ризиками.

З метою усунення такої загрози створена петиція Президенту України Про відновлення чинності Закону України "Про боротьбу з корупцією" для верховенства права та подолання корупції в Україні https://petition.president.gov.ua/petition/238154
- Урядовий уповноважений з питань антикорупційної політики
- Бюджетний моніторинг
- Регуляторна політика
- Регуляторне захоплення
- Єдиний дозвільний центр (офіс)
- Корупція у державному правлінні
- Корупція в освіті
- Корупція у медицині
- Корупція у спорті
- Міжнародний день боротьби з корупцією
- Ла́ура Кодру́ца Кьове́ші
- ACREC (Міждисциплінарний науково-освітній центр протидії корупції в Україні)

## Рекомендована література
1. Донатела дела Порта, Альберто Ванучі. Брудні оборудки: учасники, ресурси та механізми політичної корупції. Пер. з англійської. — К.: «К. І. С.», 2006. — 302 с.
2. Вільям Мілер, Осе Ґределанд, Тетяна Кошечкіна. Звичаєва корупція? Громадяни та уряд в посткомуністичній Європі. Пер. з англійської Д.Скляренка. — К.: «К. І.С.», 2004. — 328 с.
3. Корупція та відповідальність за корупційні дії : навч.-метод. посіб. / Л. І. Гук [та ін.] ; заг. ред. К. М. Левківський ; Ін-т інновац. технологій і змісту освіти, Центр єднання європ. молоді "За спільне майбутнє", Міжнар. громад. орг. "Школа Рівних Можливостей". - Львів : Астролябія, 2009. - 159 с. - ISBN 978-966-8657-46-7
4. Корупція: теоретико-методологічні засади дослідження : монографія / [авт. кол.: І. О. Ревак та ін. ] ; Львів. держ. ун-т внутр. справ. - Львів : ЛьвДУВС, 2011. - 219 с. : рис., табл. - ISBN 978-611-511-090-2
5. С. В. Дрьомов, Ю. Г. Кальниш, Д. Б. Клименко, Г. О. Усатий, Л. М. Усаченко. Корупція в Україні: причини поширення та механізми протидії. [Архівовано 2 травня 2012 у Wayback Machine.] За редакцією Ю. Г. Кальниша. — К.: ДП «НВЦ «Пріоритети», 2010. — 88 с.
6. Владленова І. В. Корупція в Україні та досвід Польщі: філософське-політичне підґрунття проблеми // НЮаУ ім. Ярослава Мудрого. — 2017. — № 33. — С. 7-15.